# Agade
Agade – sumer neve KUR.URIKI (ékírással 𒆳𒌵𒆠, akkádul: A.GA.DĒ, később AGA.DĒKI), ma gyakran Akkád néven említik – volt az Akkád Birodalom fővárosa. A név a tűz koronája kifejezésre vezethető vissza, ami Istárra utal. Valószínűleg Sarrukín, Sumer meghódítója, vagy apja, Laibum alapította, de mindenesetre jelentősen kiépítette és innen irányította birodalmát. 

## Története
Pontos helyszíne ismeretlen, noha még i. e. 6. századi szövegek is említik a város romos épületeit. Talán az Eufrátesz a folyamatos mederváltoztatása miatt elmosta azokat. De az is lehetséges, hogy mivel nem volt régi város, nem képződött tell a helyén, és ezért romjai mélyen vannak, az azóta megemelkedett talajvízszint alatt, ami miatt más helyeken is szinte lehetetlen már a feltárás. Egy másik feltételezés viszont helyét a Babilontól és Kistől valamivel északabbra levő Isán Mizjádban sejti, ahol van egy nagy feltáratlan tell. Más utalások alapján úgy sejtik, hogy talán a Tigris és a Dijala folyók összefolyása közelében lehetett. A hellenisztikus korig, az i. e. 3. századig lakott volt.

## Vallási élete
A szövegekből tudjuk, hogy Istár kultusza volt itt a legjelentősebb.